# Окунчиков Абрам Зіновійович
Окунчиков Абрам Зіновійович — російський режисер. Лауреат Сталінської премії (1950). Заслужений діяч мистецтв РРФСР (1959). 
Народ. 15 вересня 1904 р. Навчався у театральній студії Пролеткульта (1919—1921, Харків, майстерня М. Тарханова). Був одним з організаторів дитячих театрів у Москві. У 1935—1937 роки — художній керівник Державного центрального театру юного глядача, в 1938 році повернувся в Державний театр для дітей (з 1941 року — ЦДТ, колишній Театр робочих хлопців).
У 1945—1961 роки — режисер ЦТЧА (пізніше — Центральний академічний театр Російської армії).
З 1938 викладав на акторському і режисерському факультетах у ГІТІСі, професор.
На Київській кінофабриці «Українфільм» поставив фільм «Справжній товариш» (1936, у співавт. з Лазаром Бодиком).